# Erika Lechner
Erika Lechner (ur. 28 maja 1947 w Mühlbach) – włoska saneczkarka, mistrzyni olimpijska i Europy, medalistka mistrzostw świata.
W 1968 roku zdobyła złoty medal na igrzyskach olimpijskich w Grenoble. Startowała także na rozgrywanych cztery lata później igrzyskach w Sapporo, jednak nie ukończyła rywalizacji. W międzyczasie zdobyła srebrny medal na mistrzostwach świata w Olang w 1971 roku. W tym samym roku zdobyła też złoty medal na mistrzostwach Europy w Imst.
W 1968 roku została odznaczona Orderem Zasługi Republiki Włoskiej.

## Osiągnięcia

### Igrzyska olimpijskie
| Rok  | Miejsce  | Jedynki |
| ---- | -------- | ------- |
| 1968 | Grenoble | 1.      |
| 1972 | Sapporo  | DNF     |